# Васёнкин, Вадим
Вадим Васёнкин (эст. Vadim Vasjonkin; 30 апреля 1996, Таллин, Эстония) — эстонский хоккеист русского происхождения, центральный нападающий польского клуба «Торун». Игрок сборной Эстонии по хоккею с шайбой. Участник чемпионатов мира в первом дивизионе.

## Карьера
Воспитанник таллинского хоккейного клуба «Торнадо». В раннем возрасте уехал на учебу в США, где долгое время выступал за команду Колледжа Баффало. Также Васёнкин некоторое время находился в юниорских командах клубов НХЛ «Бостон Брюинз» и «Филадельфия Флайерз». Провел за океаном почти десять лет, после чего вернулся в Европу. Летом 2021 году заключил контракт с казахстанским клубом «Алматы». Дебютировал за него эстонский хоккеист в августе в рамках розыгрыша кубка страны. По ходу сезона перешел в польскую "Торунь", с которой работал наставник эстонской сборной  Юсси Тупамяки. В ней выступал его партнер по национальной команде Роберт Аррак (позднее к клубу присоединился еще один соотечественник Марк Виитанен).

## Сборная
Вадим Васёнкин выступал за различные юниорские и молодежные сборные Эстонии. За главную национальную команду дебютировал в 2016 году на квалификационном турнире на Олимпийские игры 2018 года в Пхёнчхане. С тех пор стал регулярно приглашаться в сборную на чемпионаты мира в первом дивизионе.